# Ludvika
Ludvika er et byområde i Ludvika kommun i Dalarnas län i Sverige. I 2010 var indbyggertallet 14.498.